# قائمة زملاء الجمعية الملكية المنتخبين في 1696
هذه الصفحة تعرض قائمة زملاء الجمعية الملكية المُنتخبين لعام 1696.

## الزملاء
- ويليام بيرد الثاني
- John Newey [الإنجليزية]‏
- هيو هوارد
- Henry Petty, 1st Earl of Shelburne [الإنجليزية]‏
- Charles Bernard (surgeon) [الإنجليزية]‏
- Thomas Foley, 1st Baron Foley (1673–1733) [الإنجليزية]‏
- فينتشنزو فيفياني
- John Harris (writer) [الإنجليزية]‏